# Stazione di Milano Porta Vittoria
La stazione di Milano Porta Vittoria è una stazione impresenziata del passante ferroviario di Milano. È ubicata in viale Molise, nel quartiere di Calvairate, nella parte orientale della città.

## Storia

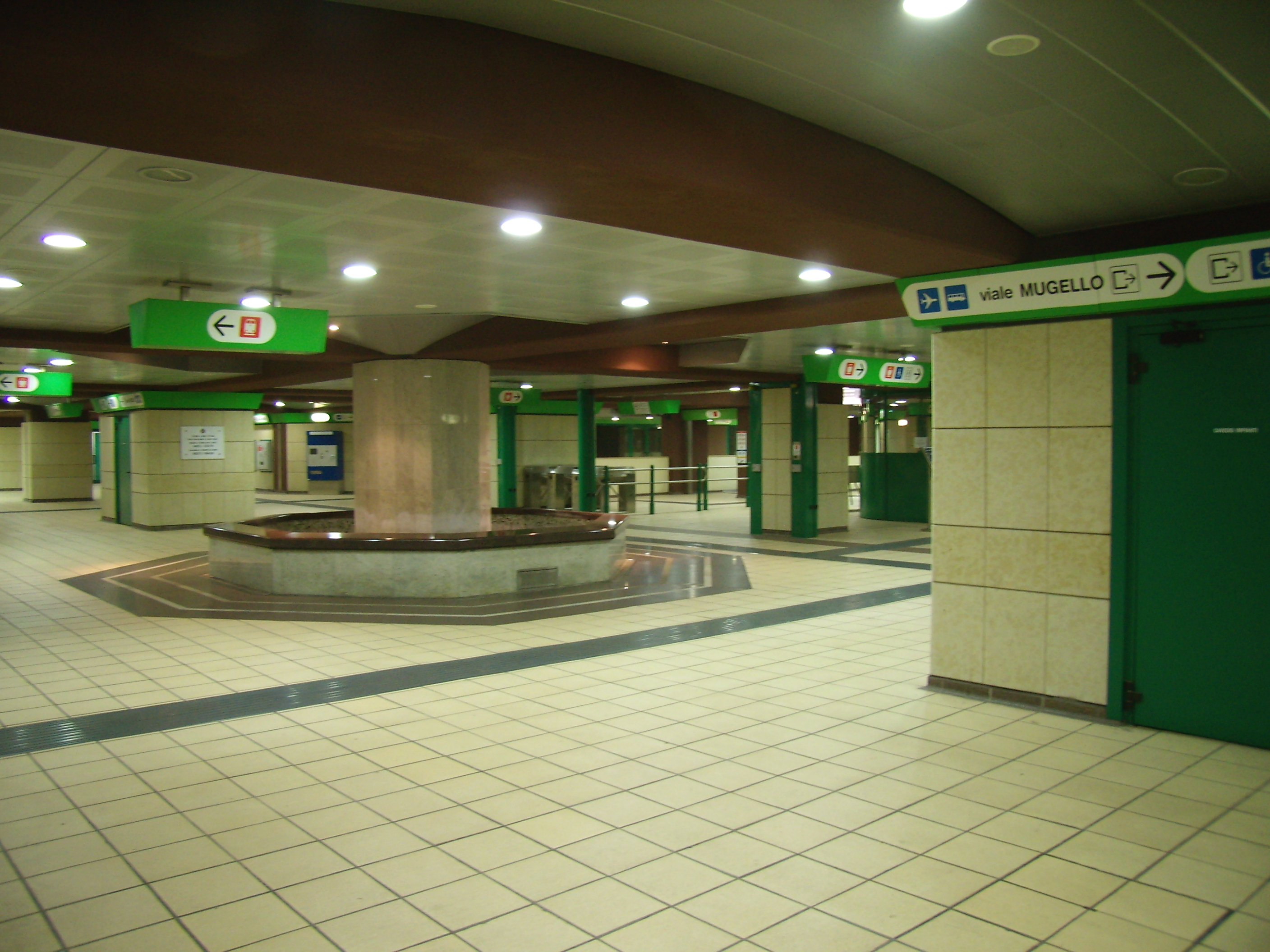
Il mezzanino della stazione di Milano Porta Vittoria

La stazione venne inaugurata il 12 dicembre 2004, in concomitanza con l'attivazione dell'ultima tratta (da Dateo al bivio Lambro) del passante ferroviario.
Si trova alcune centinaia di metri ad est della vecchia stazione omonima, inaugurata nel 1911 come stazione merci e dismessa nel 1991.
Il 7 giugno 2008, con l'attivazione del "ramo Rogoredo", divenne stazione di diramazione.
La stazione è stata, dall'inaugurazione fino al cambio orario del 15 giugno 2008, capolinea meridionale delle linee S1, S2, S6 e S10, successivamente prolungate alla stazione di Milano Rogoredo.

## Strutture e impianti
Si tratta di una stazione sotterranea dotata di quattro binari passanti, tutti utilizzati per il servizio passeggeri e serviti da due banchine a isola.

## Movimento
È fermata delle linee S1, S2, S5, S6, S12 e S13 del servizio ferroviario suburbano.

## Interscambi
Nelle vicinanze della stazione effettuano fermata alcune linee filoviarie gestite da ATM:
- Fermata filobus (Porta Vittoria, linee 90, 91 e 93)

## Cultura
Dal 2010, la stazione di Porta Vittoria ospita gli spazi del progetto Artepassante, che raccoglie associazioni culturali, artisti e compagnie di teatro come Il cielo sotto Milano e La Confraternita del Chianti.
La stazione compare in alcune scene del videoclip della canzone Gigante del cantante italiano Piero Pelù, presentata al Festival di Sanremo del 2020, dove si è classificata quinta.